# 拓扑学家正弦曲线

随着x从右边接近0，1/x的变化率就增大。这就是正弦波的频率随着图形向左移动而增加的原因。

拓扑学中，拓扑学家正弦曲线或华沙正弦曲线是一个拓扑空间，具有一些有趣的特性，使其成为教科书中的一个重要例子。
它可以定义为函数sin(1/x)在半开区间(0, 1]上连通原点在欧氏平面拓扑下的函数图形：
{\displaystyle T=\left\{\left(x,\sin {\tfrac {1}{x}}\right):x\in (0,1]\right\}\cup \{(0,0)\}.}

## 性质
拓扑学家正弦曲线T是连通的，但不是局部连通也不是路径连通。这是因为它包含原点，但却无法将函数与原点连接为路径。
空间T是局部紧空间的连续像（即设V为空间{−1} ∪ (0, 1]，并使用由f(−1) = (0,0)、f(x) = (x, sin(1/x))（x > 0）定义的映射{\displaystyle f:\ V\to T}），而T本身不是局部紧的。
T的拓扑维数为1。

## 变体
拓扑学家正弦曲线有2种有趣的变体，具有其它有趣的性质。
闭拓扑学家正弦曲线可通过拓扑学家正弦曲线添加极限点集{\displaystyle \{(0,y)\mid y\in [-1,1]\}}得到。有文献将拓扑学家正弦曲线本身定义为这个版本，因为他们更喜欢用“闭拓扑学家正弦曲线”指另一条曲线。据海涅-博雷尔定理，这是闭有界紧空间，但与拓扑学家正弦曲线有相似的性质：它也是连通的，但既不是局部连通，也不是路径连通。
推广拓扑学家正弦曲线的定义是：将闭拓扑学家正弦曲线加入集合{\displaystyle \{(x,1)\mid x\in [0,1]\}}。它是弧连通的，但不是局部连通的。